# Miguel Tedín
Miguel Tedín Tejada (La Merced, Salta; 11 de marzo de 1852) - Buenos Aires, ca. 1915) fue un ingeniero argentino, de larga carrera en los ferrocarriles de su país, y que llegó a ser ministro de Obras Públicas de la Nación durante la presidencia de José Figueroa Alcorta.

## Biografía
Era sobrino-nieto del general Güemes, ya que era nieto de Macacha Güemes. Era también hermano del juez Virgilio Mariano Tedín.
Siendo niño presenció la invasión de Felipe Varela a la ciudad de Salta, y años más tarde su testimonio ayudaría a comenzar a disipar la visión de los montoneros como bandoleros o salvajes.
Realizó sus estudios universitarios en la Universidad de Buenos Aires, en la que se recibió de ingeniero civil. Fue intendente de la ciudad de Salta de julio a noviembre de 1869 y nuevamente de enero de 1870 a diciembre de 1873.
Posteriormente trabajó en los ferrocarriles del Estado. Volvió a ser intendente de Salta entre marzo de 1878 y el 3 de octubre de 1879. Fue ministro de gobierno del gobernador salteño Moisés Oliva en 1881; desde ese cargo promovió la candidatura a gobernador de Miguel S. Ortiz, quien triunfaría en la elección de ese año.
Hizo una larga carrera en los Ferrocarriles del Estado: en 1881 fue presidente del Ferrocarril Central Norte Argentino y más tarde administrador general de los ferrocarriles estatales durante los años 1890.
En 1891, formó parte de la fundación de la Unión Cívica Radical, que lideraba Leandro Alem. A fines de la década de 1890, estaba enrolado en las filas del radicalismo bernardista por el que fue miembro del Comité Nacional partidario.
En 1902, participó en la fundación del Partido Republicano, que lideraba Emilio Mitre y que estaba formado por mitristas que rechazaban el acuerdo con el roquismo y por antiguos radicales bernardistas. Fue candidato del partido de este a diputado nacional en 1904 por el barrio de La Boca; fue derrotado por Alfredo Palacios, el primer diputado socialista de América Latina.
Por razones de trabajo viajó a Nueva York, donde se radicó por un tiempo. Allí se hizo amigo de José Martí, y cruzó con este una valiosa correspondencia. Posteriormente fue presidente del Banco Hipotecario Nacional.
Estuvo vinculado al presidente Manuel Quintana, con quien volvió a ser administrador de Ferrocarriles del Estado. El sucesor de este, José Figueroa Alcorta, lo nombró ministro de Obras Públicas en marzo de 1906; su principal gestión estuvo vinculada a la realización de estudios previos a la construcción del Ferrocarril a Antofagasta, el que se llamaría "Ferrocarril Huaytiquina", y actualmente Tren a las Nubes; la obra tardaría más de una década en comenzar.
Falleció en Buenos Aires hacia 1915; estaba casado con Clara Ortiz y Lanús.
Una calle de la ciudad de Salta lleva su nombre.